# ガスタービン・機械カンパニー
川崎重工業ガスタービン・機械カンパニー（かわさきじゅうこうぎょうがすたーびん・きかいカンパニー）は、川崎重工業（川崎重工グループ）の産業用ガスタービン、ジェットエンジン部品、ヘリコプターのトランスミッションを製造するガスタービンビジネスセンターと発電用ディーゼルエンジン、船舶用エンジン、スクリューなどを製造する機械ビジネスセンターの2つのビジネスセンターから構成されている社内カンパニーである。